# Pedro Valencia Courbis
Pedro Valencia Courbis (nacido en San Felipe, V Región de Valparaíso, Chile, 6 de febrero de 1880), religioso y compositor chileno.

## Biografía
Fue hijo de Pedro Valencia Miranda y de Enriqueta Courbis Valenzuela, quienes encabezaron un grupo familiar muy ligado al cultivo de las bellas artes. Hizo sus estudios secundarios en el Seminario Pontificio de Santiago, ordenándose sacerdote en 1903. Al mismo tiempo, tuvo su aprendizaje artístico en el Conservatorio Nacional de Música, donde tomó los cursos de piano y órgano con el maestro Juan Harthan, y los de armonía y composición con Enrique Soro. Viajó a Italia con el propósito de perfeccionar sus conocimientos musicales, e ingresó en la Universidad Gregoriana de Roma, estudiando durante cuatro años la música sacra. Luego, se dedicó a profundizar sus nociones de música profana con Lorenzo Perosi, Julio Bas y Pietro Mascagni (este último profesor de la Escuela Nacional de Música).
El padre Valencia no tenía contemplado regresar a Chile sin interiorizarse al máximo de las corrientes musicales de su tiempo, y por ello se trasladó a Alemania, matriculándose en la Escuela de Música Sagrada de Ratisbona, llamada en alemán Hochschule für Katholische Kirchenmusik und Musikpädagogik Regensburg (fundada en 1874 por el presbítero Franz Xaver Haberl). Allí se embebió de las enseñanzas de los maestros Michael Haller y Peter Griesbacher, que también eran sacerdotes. Efectuó un último período de estudio en la Schola Cantorum de París bajo la dirección de Vincent d'Indy, uno de los fundadores de dicha academia.
Una vez en Chile, se le nombró profesor de canto litúrgico en el Seminario Pontificio de la capital, dictando, por añadidura, clases de idiomas y matemáticas. Además, dio clases de religión en la Escuela Profesional de Niñas y en la Escuela Normal de Preceptoras, ambas de Santiago.
En 1921 fundó el Conservatorio Católico de Música y Declamación, que funcionaba aún treinta años más tarde.
El padre Pedro Valencia ingresó en la Venerable Orden Tercera del Carmen Descalzo en el Convento de los PP. Carmelitas de Independencia el 30 de abril de 1903 siendo seminarista, y tomando como nombre religioso Pedro Felipe de Jesús-María del Carmen.
Escribió obras sacras y profanas, comprendiendo las primeras dos tercios del total de sus composiciones. Publicó una colección de cánticos eclesiásticos populares, una Historia de la Música y una Historia de la Música en América.